# هاب استاپل
هاب استاپل (انگلیسی: Huub Stapel; ۲ دسامبر ۱۹۵۴ – ) بازیگر تلویزیون، بازیگر سینما، بازیگر، بازیگر تئاتر و خواننده اهل پادشاهی هلند بود.
از فیلم‌ها یا برنامه‌های تلویزیونی که وی در آن نقش داشته‌است می‌توان به کوبیدن بر در بهشت، رؤیا، مرد کامل و رد باد اشاره کرد.